# Luoxi (köpinghuvudort i Kina, Jiangxi Sheng, lat 28,41, long 116,15)
Luoxi är en köpinghuvudort i Kina. Den ligger i provinsen Jiangxi, i den sydöstra delen av landet, omkring 40 kilometer sydost om provinshuvudstaden Nanchang. Antalet invånare är 26 305. Befolkningen består av 12 838 kvinnor och 13 467 män. Barn under 15 år utgör 24,0 %, vuxna 15-64 år 66 %, och äldre över 65 år 8,0 %.
Runt Luoxi är det tätbefolkat, med 369 invånare per kvadratkilometer. Närmaste större samhälle är Jinxianxian, 12,2 km öster om Luoxi. Trakten runt Luoxi består till största delen av jordbruksmark.
Genomsnittlig årsnederbörd är 2 304 millimeter. Den regnigaste månaden är juni, med i genomsnitt 441 mm nederbörd, och den torraste är oktober, med 23 mm nederbörd.